# Quatuor à cordes no 3 de Reger
Pour les articles homonymes, voir Quatuor à cordes no 3.
Le Quatuor à cordes no 3 en ré mineur opus 74 est un quatuor pour deux violons, alto et violoncelle de Max Reger. Composé en 1903-1904, son chromatisme exacerbé le place à la frontière entre la tonalité et l'atonalité.

## Structure
Le quatuor comporte quatre mouvements :
1. Allegro agitato e vivace à
2. Scherzo:Vivace - Adagio
3. Andante sostenuto e semplice (en la majeur, à 
): Thème avec onze variations les dernières à type amplification.
4. Finale:Rondo: Allegro con spirito e vivace

## Source
- François-René Tranchefort, Guide  de la Musique de Chambre, Paris, Fayard, coll. « Les indispensables de la musique », 1998 (1re éd. 1989), 995 p. (ISBN 2-213-02403-0), p. 737
- Walter Willson Cobbett (trad. de l'anglais par Marie-Stella Pâris, préf. Alain Pâris), Dictionnaire encyclopédique de la musique de chambre : K-Z [« Cobbett's Cyclopedic Survey of Chamber Music »], t. 2, Paris, Robert Laffont, coll. « Bouquins », 1999 (1re éd. 1963), 1627 p. (ISBN 2-221-07848-9), p. 1197